# Tephritis shansiana
Tephritis shansiana är en tvåvingeart som beskrevs av Chen 1940. Tephritis shansiana ingår i släktet Tephritis och familjen borrflugor. Inga underarter finns listade i Catalogue of Life.